# Grünthal (Nümbrecht)
Grünthal ist ein Ortsteil von Nümbrecht im Oberbergischen Kreis im südlichen Nordrhein-Westfalen innerhalb des Regierungsbezirks Köln.

## Lage und Beschreibung
Der Ort liegt an der Bröl zwischen den Nümbrechter Ortsteilen Marienberghausen im Norden und Heddinghausen im Süden, an der Landesstraße L 339. Der Ort liegt in Luftlinie rund 3,55 km westlich vom Ortszentrum von Nümbrecht entfernt.

## Geschichte
Papierfabrik Grünthal 
- 1865 wurde die Pappen-Fabrik von Karl Ferdinand Bauer gegründet, die heute nicht mehr existiert.

## Bus und Bahnverbindungen

### Linienbus
Haltestelle: Grünthal
- 323 Nümbrecht, Schulzentrum (OVAG, Schulbus)
- 324 Nümbrecht, Wiehl (OVAG, Werktagsverkehr)